# Reichardia picroides
Reichardia picroides — вид квіткових рослин родини Айстрові (Asteraceae). лат. pikrís — подібність цієї рослини з деякими з роду Picris.

## Опис
Це вічнозелена багаторічна, деревна біля основи рослина. Є розетка листя. Листки від цілісних до перисто надрізаних, тонкі або злегка шкірясті. Жовті квіти, зовні з зеленою смугою на спині, розташовані на довгих стеблах до 60 см, пиляки жовті. Цвіте і плодоносить з лютого по травень (червень).

## Поширення
Південна Європа, Північна Африка, Західна Азія. Типовими для проживання цеї рослини є морські скелі, стіни й узбіччя доріг; але також поля. Рослин можна знайти до 1000 м над рівнем моря.

## Використання
Його листя чудове в салатах. Через гіркуватий смак, добре поєднуються з кисло-солодким соусом.

## Галерея

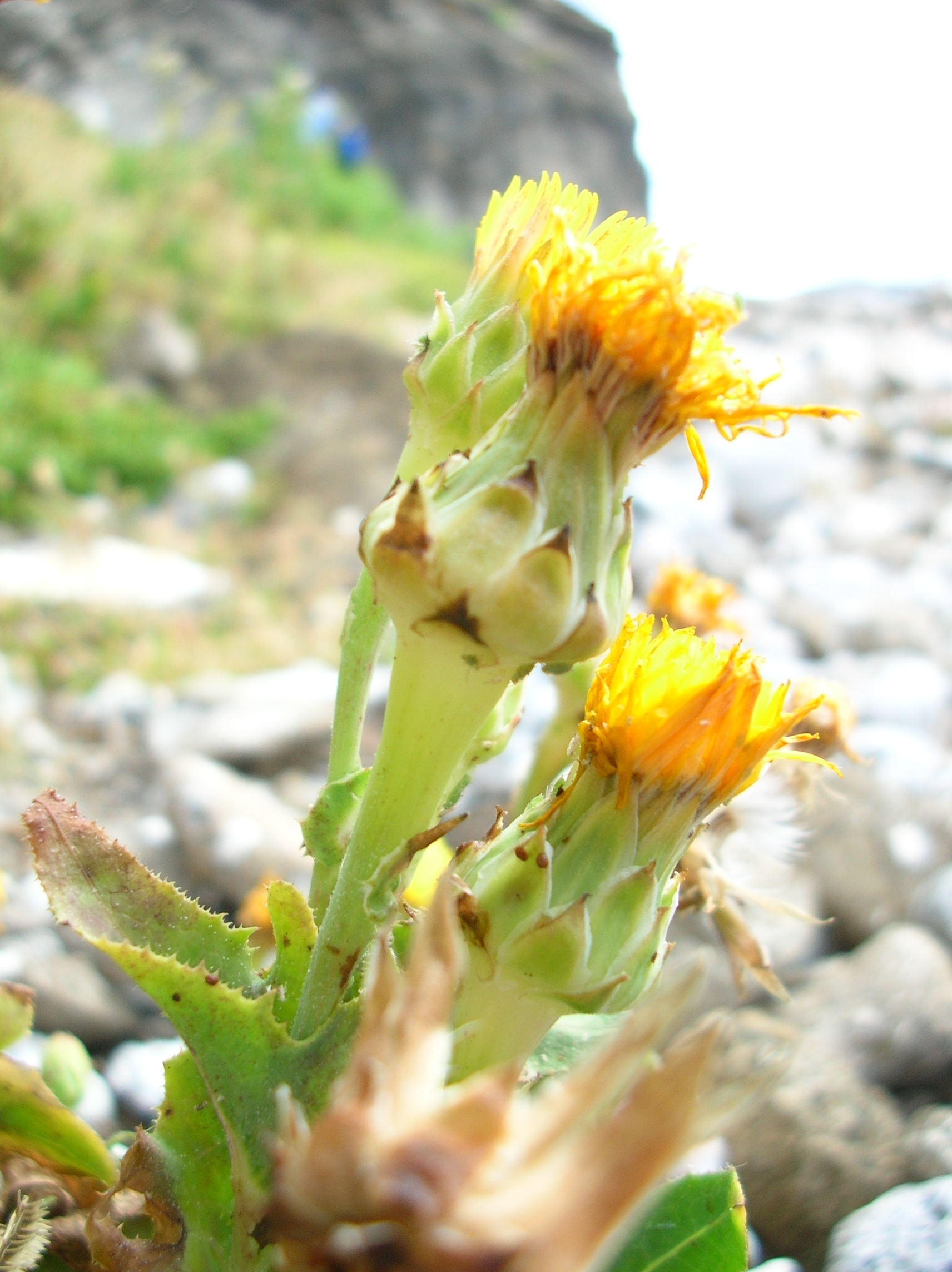
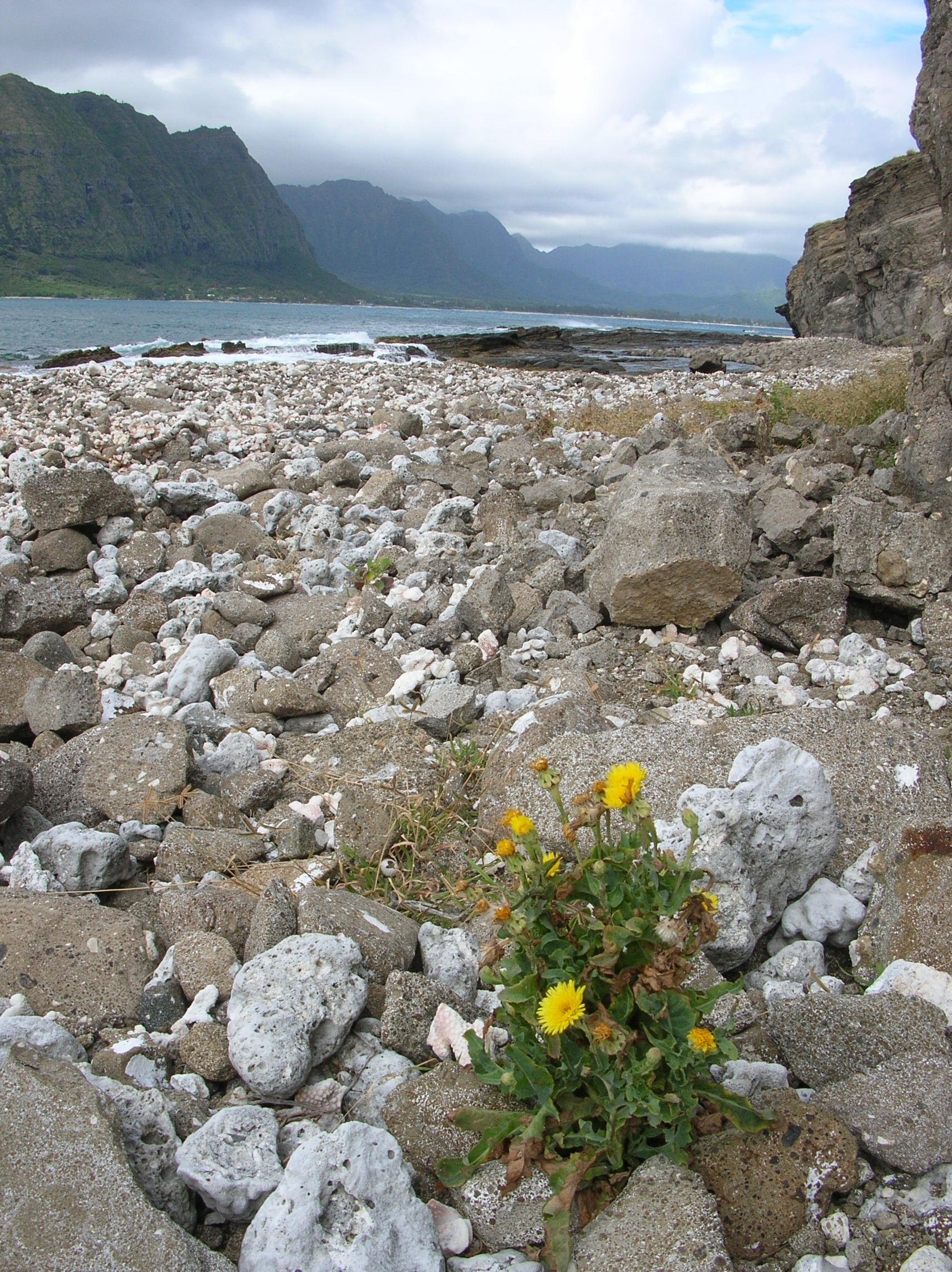